# Las Labores
Las Labores er en by og kommune i det sydlige centrale Spanien i provinsen Ciudad Real. Den har et indbyggertal på 547 (2024) indbyggere.